# Gina Albert
Pour les articles homonymes, voir Albert.
Gina Albert, nom de scène de Sigrid Astrath (née le 2 mai 1938) est une actrice allemande.

## Biographie
Gina Albert est comptable lorsqu'elle est découverte par le CCC-Film d'Artur Brauner à Berlin en tant qu'actrice pour son premier film Jeunes filles en uniforme en 1958.
Elle cesse toute activité artistique en 1958 après quatre films.

## Filmographie
- 1958 : Jeunes filles en uniforme
- 1958 : Macumba
- 1958 : Der Mann im Strom
- 1959 : Amour à Tunis